# Fissidens pseudo-eenii
Fissidens pseudo-eenii är en bladmossart som beskrevs av Maurice Bizot, Dury in Bizot och Tamás Pócs. Fissidens pseudo-eenii ingår i släktet fickmossor, och familjen Fissidentaceae. Inga underarter finns listade i Catalogue of Life.